# Steifstieliger Weichritterling
Der Steifstielige Weichritterling (Melanoleuca strictipes) ist ein Pilz aus der Ordnung der Champignonartigen (Agaricales). Er ist von heller, weißlich-beiger Farbe, langstielig und wächst vor allem in sub- bis hochmontanen Lagen, wo er auf Grasfluren, Heiden und Waldlichtungen wächst. Die Art ist ein Saprobiont, die sich von abgestorbenem pflanzlichen Material ernährt und saure bis alkalische Böden besiedelt. Seine Fruchtkörper erscheinen von Frühjahr bis Herbst.
Von vielen Autoren wird Melanoleuca strictipes als ein Synonym für den Almen-Weichritterling (Melanoleuca subalpina) betrachtet, im angloamerikanischen Raum ist zudem das Synonym Melanoleuca evenosa gebräuchlich. Die Fruchtkörper gelten als essbar, ein ausgeprägter Geschmack wird ihnen jedoch nicht bescheinigt. Einige Autoren äußern den Verdacht, dass Melanoleuca strictipes leicht giftig sein könnte.

## Merkmale

### Makroskopische Merkmale
Der Steifstielige Weichritterling ist ein langstieliger, bräunlich-weißer Pilz mit zunächst halbkugeligem, später flachem Hut. Der Durchmesser des Hutes beträgt 4–10 cm; zur Mitte hin ist er leicht eingetieft, in der Mitte selbst sitzt meist ein kleiner, dunkler Buckel. Die Oberfläche der Huthaut ist glatt, trocken und seidig glänzend, sie lässt sich bis zur Mitte abziehen. Zunächst besitzt sie einen hell weißen Farbton, später verfärbt der Hut ins Gräulich-Ockerfarbene.

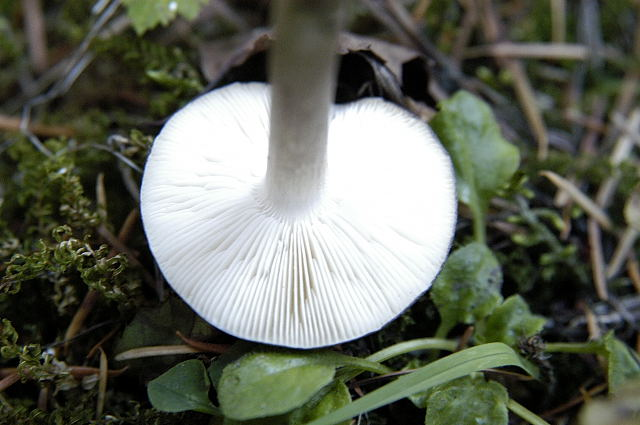
Lamellen von Melanoleuca strictipes

Die Lamellen des Pilzes sind dichtgedrängt und untermischt. Sie laufen am Stiel herab oder sind leicht ausgebuchtet angewachsen. Im Verlauf vom Hutrand zum Stiel sind sie gerade oder schwach bauchig. Ihre Schneide ist uneben buchtig oder wellig-schartig. Bei jungen Fruchtkörpern sind die Lamellen weißlich, nehmen später einen rötlich-ockerfarbenen Ton an um schließlich im Alter wieder ins Weißliche zu verblassen, sie behalten jedoch einen schwachen rötlichen Schimmer. Auf Druck verfärben sie schmutzig braun. Das Sporenpulver ist weiß bis cremefarben.
Der Stiel misst in der Breite 0,5–1 cm, in der Länge 9–14 cm und ist damit länger als der Hut breit; ein wichtiges Abgrenzungsmerkmal zum Almen-Weichritterling (M. subalpina). Die Stielbasis ist keulig verdickt und weißfilzig, der Rest des Stiels ist verdrillt oder schwach längsstreifig und besitzt einen weißlichen, ockern-rötlichen oder hell graubraunen Ton; in der Regel hat er die gleiche Farbe wie der Hut. Die Spitze ist undeutlich bereift, ein Detail, das sich meist nur unter Lupe zeigt.
Die Trama ist beim Steifstieligen Weichritterling anfänglich weiß, später lachsocker. Im Hut ist ihre Konsistenz schwammig und locker, im Stiel ist sie längsfaserig. Der Geschmack und ist mild oder schwach herb. Nach Aussage einiger Autoren erinnern Geruch und Geschmack – anders als beim Almen-Weichritterling – ausdrücklich nicht an Mehl, von anderen wird gerade dieses Merkmal als charakteristisch für den Steifstieligen Weichritterling angegeben.

### Mikroskopische Merkmale
Der Steifstielige Weichritterling besitzt 8–10 × 4,5–6 µm große, dicht warzige Sporen, die zu viert auf je einem Basidium sitzen. Cheilozystiden sind reichlich vorhanden. Sie laufen spitz zu und haben eine mehr oder minder lanzettähnliche Form, sind also fusiform. Sie messen 40–55 × 10–13 µm, laut Marcel Bon auch 40–75 × 10–15 µm.

## Ökologie

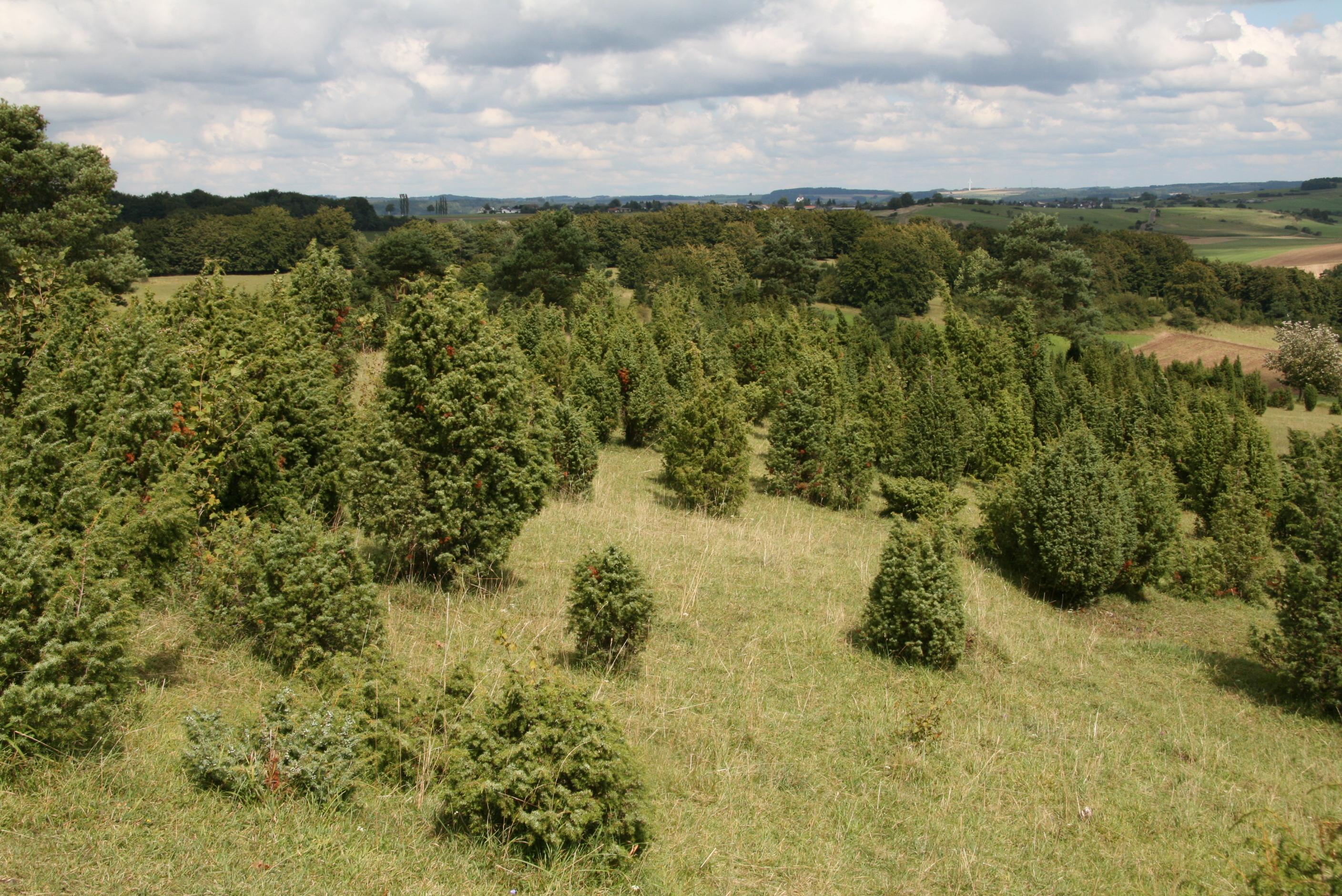
Einen typischen Lebensraum der Art stellen Wacholderheiden in höheren Lagen dar

Wie alle Weichritterlinge ernährt sich der Steifstielige Weichritterling von abgestorbenen Pflanzenresten. Er ist häufig auf Wiesen, basischen Halbtrockenrasen oder Wacholderheiden, sauren Bergmagerrasen sowie auf Waldlichtungen und Waldrändern wächst. Er bildet von Frühjahr bis Herbst (im Mitteleuropa etwa von März bis Oktober) Fruchtkörper aus.

## Verbreitung
Das Verbreitungsgebiet von Melaneuca strictipes umfasst große Teile der gemäßigten montanen Holarktis. So ist die Art aus dem Kaukasus, den USA, allen Teilen Europas und aus Island bekannt. Der Pilz tritt vor allem in sub- bis hochmontanen Lagen auf, also im Mittel- und Hochgebirge.

## Systematik
Die Abgrenzung der Art zu anderen Weichritterlingen gestaltet sich kompliziert. Das liegt vor allem daran, dass zur Gattung Melanoleuca keine umfassende, kritische Monographie existiert und Autoren in der Vergangenheit teils deutlich abweichende Beschreibungen der Art publiziert haben. Eine allgemein akzeptierte Einteilung der Gattung in Sektionen gibt es nicht, Noordeloos folgt aber in der Flora agarica neerlandica der Einteilung von Marcel Bon, der den Steifstieligen Weichritterling in eine Sektion Strictipedes stellte
Besonders vom Almen-Weichritterling (Melanoleuca subalpina) und dem Weißen Alpenweichritterling (Melanoleuca substrictipides) ist der Steifstielige Weichritterling nur schwer zu unterscheiden. Der Almen-Weichritterling wird in der Regel als stämmiger – mit größerem Hutdurchmesser als Stiellänge – und auf der Hutoberfläche feldrig-rissig beschrieben. Seine Cheilozystiden haben obendrein runde Enden, die Caulozystiden an der Stielspitze sind kurz und breit, während beim Steifstieligen Weichritterling dort auch längliche, den Cheilozystiden ähnliche Elemente vorhanden sind. Der Weiße Alpenweichritterling ähnelt dem Almen-Weichritterling stark, besitzt aber sehr schmale und septierte Cheilozystiden die an Brennhaare erinnern. Die Stellung dieser drei Arten ist umstritten, zumal die angloamerikanische Literatur häufig das Synonym Melanoleuca evenosa sowohl für amerikanische Formen von Melanoleuca strictipes als auch von Melanoleuca subalpina verwendet. Für den Steifstieligen Weichritterling werden im Allgemeinen keine Varietäten anerkannt.